# 社会福祉学研究科
社会福祉学研究科（しゃかいふくしがくけんきゅうか、英称：The Graduate School of Social Welfare）は、日本の大学院研究科のうち、社会福祉学に関する高度な教育・研究を行う機構（研究大学院）の1つである。具体的な研究分野については社会福祉学部も参照。

## 概要
主に、社会福祉学部の上位に連続した形で設置され、博士前期課程（修士課程）および博士後期課程（博士課程）あるいはそれに相当する課程で構成される。学位は、修士課程は修士（社会福祉学）を、博士課程は博士（社会福祉学）を修めることができる。包摂する領域を掲げる研究科、専攻またはコースは、それに相当する専攻名称等に応じた学位を修める。

## 社会福祉学研究科を置く大学
公立
- 岩手県立大学（2001年度～）

私立
- 北星学園大学
- 弘前学院大学
- 日本社会事業大学
- 群馬医療福祉大学
- 立正大学
- 日本女子大学
- 東京福祉大学
- 日本福祉大学（修士課程）
- 皇學館大学
- 聖隷クリストファー大学
- 佛教大学
- 関西福祉科学大学
- 花園大学
- 吉備国際大学
- 四国学院大学
- 九州保健福祉大学

## 連合社会福祉学研究科
社会福祉学専攻　博士(後期)課程（通信制）
- 吉備国際大学・九州保健福祉大学大学院 連合社会福祉学研究科(博士課程)（2008年度～）

## 社会福祉学研究科と類似する研究科名称
国公立
- 大分大学大学院 福祉社会科学研究科 福祉社会科学専攻（2002年度～）
- 福井県立大学大学院 看護福祉学研究科 社会福祉学専攻（2003年度～）
- 埼玉県立大学大学院 保健医療福祉学研究科 保健医療福祉学専攻 健康福祉科学専修（2009年度～）
- 神奈川県立保健福祉大学大学院 保健福祉学研究科 保健福祉学専攻（2007年度～）

私立
- 東北福祉大学大学院 総合福祉学研究科
- 淑徳大学大学院 総合福祉研究科 社会福祉学専攻
- 目白大学大学院 生涯福祉研究科 生涯福祉専攻
- 新潟医療福祉大学大学院 医療福祉学研究科 社会福祉学専攻
- 国際医療福祉大学大学院 医療福祉学研究科 医療福祉経営専攻
- 聖学院大学大学院 人間福祉学研究科 福祉学分野
- 城西国際大学大学院 福祉総合学研究科 福祉社会専攻
- 東洋大学大学院 福祉社会デザイン研究科 社会福祉学専攻
- 同朋大学大学院 人間福祉研究科 人間福祉専攻
- 中部学院大学大学院 人間福祉学研究科 人間福祉学専攻
- 関西学院大学大学院 人間福祉研究科人間福祉専攻
- 川崎医療福祉大学大学院 医療福祉学研究科 医療福祉学専攻
- 熊本学園大学大学院 社会福祉研究科 社会福祉学専攻
- 鹿児島国際大学大学院 福祉社会学研究科 社会福祉学専攻

## 社会福祉学を専攻できる他の研究科名称
公立
- 大阪府立大学大学院 人間社会学研究科 社会福祉学専攻（2005年度～）
- 大阪市立大学大学院 生活科学研究科 総合福祉・臨床心理科学講座（1991年度～）
- 高知県立大学大学院 生活学研究科 社会福祉学領域(修士課程)（2001年度～）
- 高知県立大学大学院 健康生活科学研究科 社会福祉学領域(博士課程)（2001年度～）
- 福岡県立大学大学院 人間社会学研究科 社会福祉専攻（1997年度～）

私立
東日本
- 東北文化学園大学大学院 健康社会システム研究科 健康福祉専攻
- 立教大学大学院 コミュニティ福祉学研究科 コミュニティ福祉学専攻
- 大正大学大学院 人間学研究科 社会福祉学専攻
- 明治学院大学大学院 社会学研究科 社会福祉学専攻
- ルーテル学院大学大学院 総合人間学研究科 社会福祉学専攻
- 上智大学大学院 総合人間科学研究科 社会福祉学専攻
- 法政大学大学院 人間社会研究科 福祉社会専攻(修士課程)・人間福祉専攻(博士課程)
- 武蔵野大学大学院 人間社会研究科 実践福祉学専攻
- 昭和女子大学大学院 生活機構研究科 福祉社会研究専攻
- 駒澤大学大学院 人文科学研究科 社会学専攻
- 東海大学大学院 健康科学研究科 保健福祉学専攻

- 日本福祉大学大学院 福祉社会開発研究科 社会福祉学専攻(博士課程)
- 鈴鹿医療科学大学大学院 医療科学研究科 医療科学専攻

西日本
- 同志社大学大学院 社会学研究科 社会福祉学専攻
- 立命館大学大学院 社会学研究科 人間福祉研究領域
- 龍谷大学大学院 社会学研究科 社会福祉学専攻
- 桃山学院大学大学院 社会学研究科 応用社会学専攻 社会福祉領域
- 四天王寺大学大学院 人間社会学研究科 人間福祉学専攻

- 川崎医療福祉大学大学院 医療福祉マネジメント学研究科
- 広島国際大学大学院 医療・福祉科学研究科 医療福祉学専攻
- 西九州大学大学院 生活支援科学研究科 健康福祉学専攻
- 長崎国際大学大学院 人間社会学研究科 社会福祉学専攻
- 沖縄国際大学大学院 地域文化研究科 人間福祉専攻 社会福祉学領域